# Guilherme Paraense
Guilherme Paraense, né le 25 juin 1884 à Belém et mort le 18 avril 1968 à Rio de Janeiro, est un tireur sportif brésilien. Il a remporté deux médailles olympiques.

## Palmarès
- Jeux olympiques de 1920 à Anvers (Belgique)
  -  Médaille d'or au pistolet à 30 m.
  -  Médaille de bronze au Pistolet libre à 50 m par équipes[1].